# Municipio de Grant (condado de Cerro Gordo)
El municipio de Grant (en inglés: Grant Township) es un municipio ubicado en el condado de Cerro Gordo en el estado estadounidense de Iowa. En el año 2010 tenía una población de 347 habitantes y una densidad poblacional de 3,78 personas por km².

## Geografía
El municipio de Grant se encuentra ubicado en las coordenadas 43°11′49″N 93°25′48″O / 43.19694, -93.43000. Según la Oficina del Censo de los Estados Unidos, el municipio tiene una superficie total de 91.79 km², de la cual 91,55 km² corresponden a tierra firme y (0,26 %) 0,24 km² es agua.

## Demografía
Según el censo de 2010, había 347 personas residiendo en el municipio de Grant. La densidad de población era de 3,78 hab./km². De los 347 habitantes, el municipio de Grant estaba compuesto por el 97,12 % blancos, el 1,73 % eran asiáticos, el 0,29 % eran de otras razas y el 0,86 % eran de una mezcla de razas. Del total de la población el 0,58 % eran hispanos o latinos de cualquier raza.